# Tourtoirac
Tourtoirac (Okzitanisch: Tortoirac) ist eine französische Gemeinde mit 638 Einwohnern (Stand: 1. Januar 2022) im Département Dordogne in der Region Nouvelle-Aquitaine. Sie gehört zum Arrondissement Sarlat-la-Canéda und zum Kanton Le Haut-Périgord noir. Die Einwohner werden Tourtoiracais und Tourtoiracaises genannt.

## Geographie
Tourtoirac liegt 30 Kilometer ostnordöstlich von Périgueux an der Auvézère. Umgeben wird Tourtoirac von den Nachbargemeinden Saint-Martial-d’Albarède und Saint-Raphaël im Norden, Cherveix-Cubas und Hautefort im Osten, Sainte-Orse und Chourgnac im Süden, Sainte-Eulalie-d’Ans im Südwesten und Westen, Coulaures im Westen und Nordwesten sowie Saint-Pantaly-d’Excideuil im Nordwesten.

## Bevölkerungsentwicklung
| Jahr                       | 1962 | 1968 | 1975 | 1982 | 1990 | 1999 | 2006 | 2019 |
| Einwohner                  | 798  | 849  | 754  | 756  | 654  | 612  | 624  | 641  |
| Quellen: Cassini und INSEE |      |      |      |      |      |      |      |      |

## Sehenswürdigkeiten
- Klosterkirche Saint-Pierre-ès-Liens aus dem 12./13. Jahrhundert mit den Resten der früheren Benediktinerabtei, seit 1960/2012 in Teilen als Monument historique klassifiziert bzw. eingeschrieben
- Herrenhaus La Farge aus dem 18./19. Jahrhundert
- Höhle von Tourtoirac

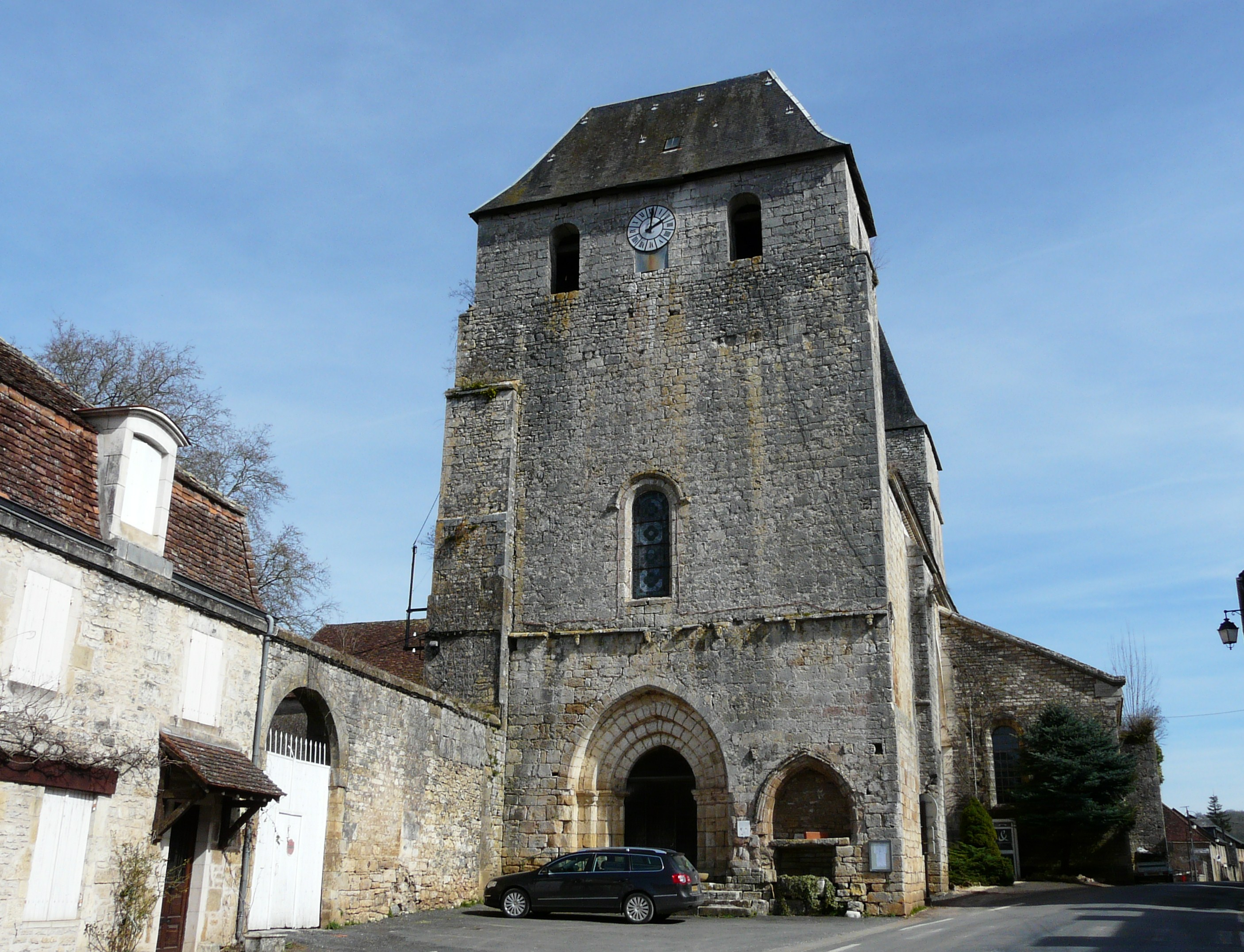
Kirche Saint-Pierre-ès-Liens
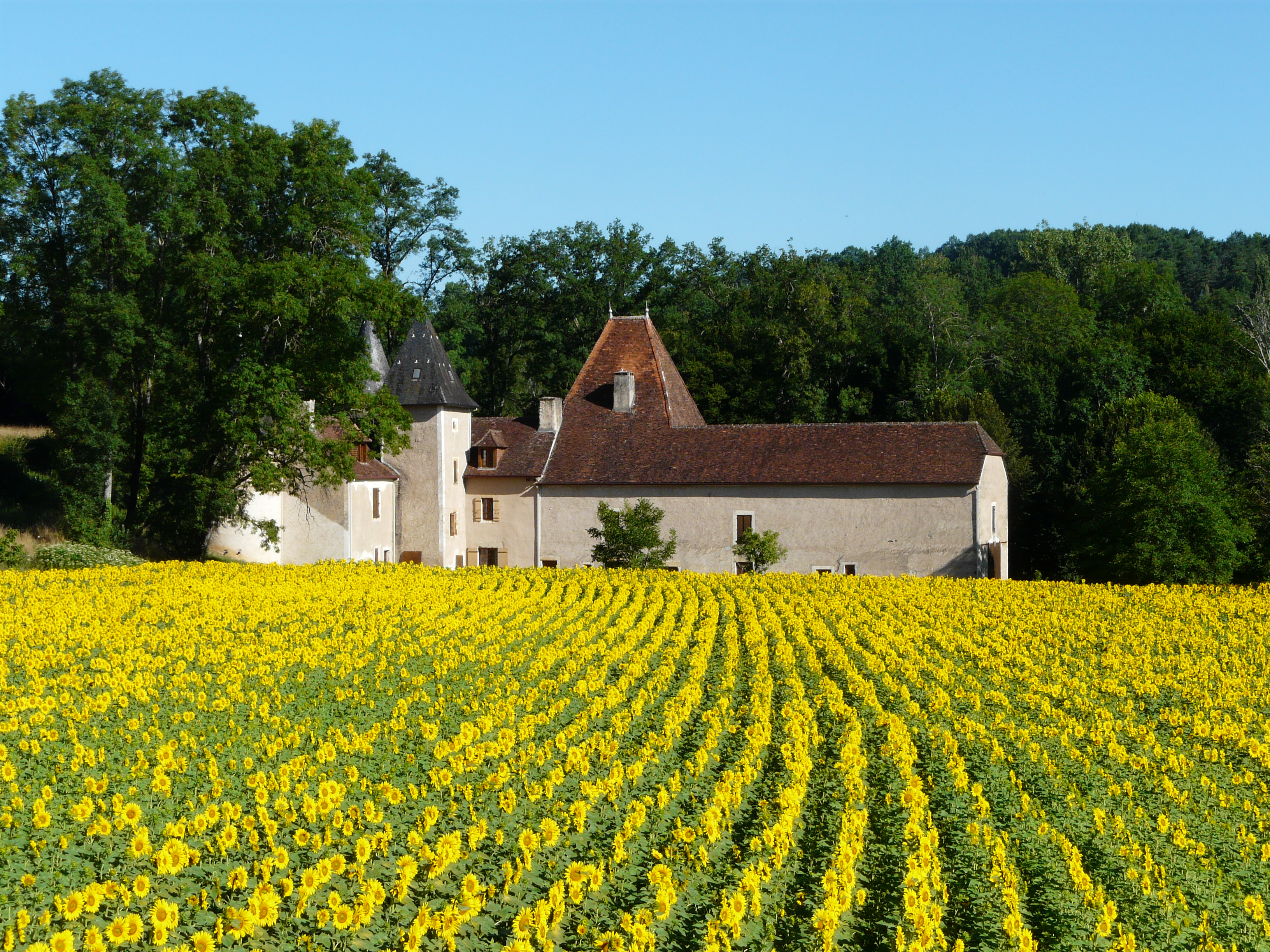
Herrenhaus La Farge
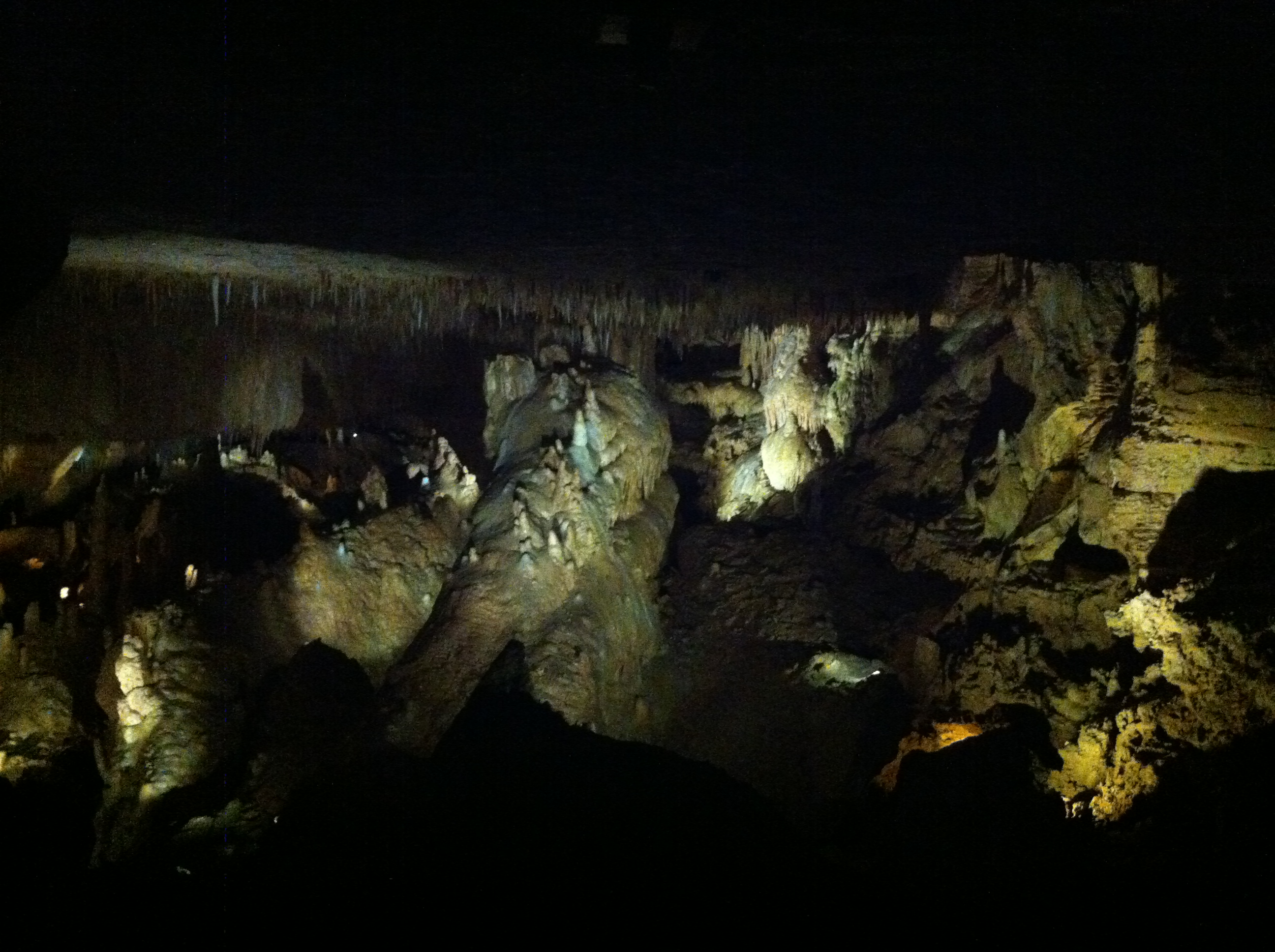
Höhle von Tourtoirac

## Persönlichkeiten
- Orélie Antoine de Tounens (1825–1878), Jurist, Abenteurer und selbsternannter König von Araukanien und Patagonien
- Achille Laviarde (1841–1902), Abenteurer, Nachfolger von Orélie de Tounens ("König von Araukanien und Patagonien"), hier begraben